# Må din väg gå dig till mötes
"Må din väg gå dig till mötes" är en psalm vars text och melodi ursprungligen är en irländsk visa och bön. Översatt av Per Harling 1995.
Originalet lyder:
May the road rise up to meet you.

May the wind always be at your back.

May the sun shine warm upon your face,

and rains fall soft upon your fields.

And until we meet again,

May God hold you in the palm of His hand.

## Publicerad i
- Psalmer och Sånger 1987 som nummer 845 under rubriken "Tillsammans i världen".[1]
- Verbums psalmbokstillägg 2003 som nummer 730 under rubriken "Helg och gudstjänst".
- Sång i Guds värld Tillägg till Svensk psalmbok för den evangelisk-lutherska kyrkan i Finland 2015 som nummer 947 under rubriken "Framtid och hopp".
- Ung psalm 2006 som nummer 299 under rubriken "Vänd ditt ansikte till oss – välsignelser".[2]
- Hela familjens psalmbok 2013 som nummer 198 under rubriken "Välsignelser".[3]